# Sabato

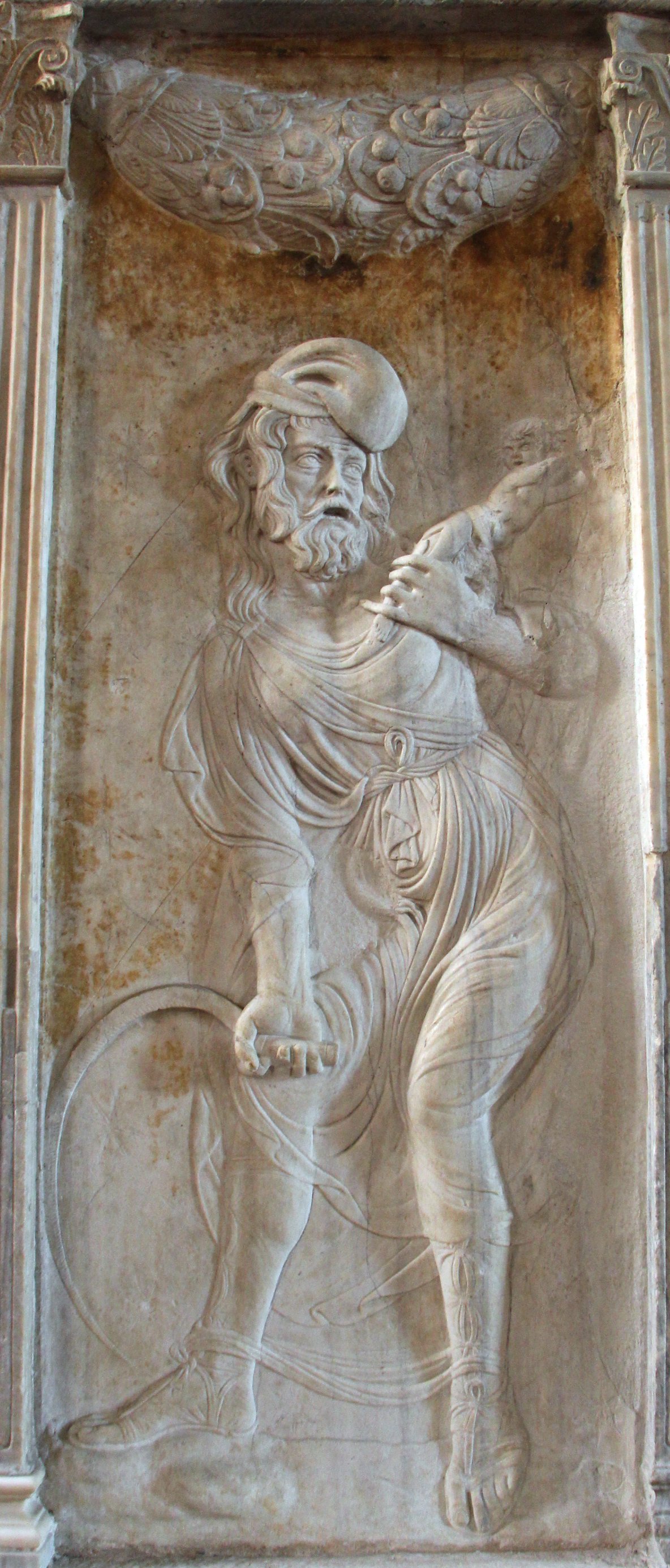
Bassorilievo di Agostino di Duccio nella Cappella dei Pianeti del Tempio Malatestiano a Rimini, raffigurante Saturno, astro governatore del sabato, giorno anticamente ritenuto poco fortunato, che però poteva rendere più agevole una rinuncia o una privazione.

Sabato è il sesto giorno della settimana greca (o settimo, nella settimana della Bibbia), tra il venerdì e la domenica. Il nome deriva dall'ebraico shabbat ovvero «giorno di riposo», filtrato attraverso il greco σάββατον e poi il latino sabbătum; anticamente era chiamato sàbbato.

## Il sabato nella storia e nella cultura
Per il mondo romano, come già per l'astrologia caldea, prima dell'avvento del cristianesimo, era Saturni dies, giorno di Saturno, nome usato ancora oggi nei paesi di lingua inglese (Saturday). Per i Romani era un giorno di cattivo augurio, all'incirca come nell'Italia odierna lo è il venerdì.
Durante il fascismo prese il nome di «sabato fascista», connotato da una conclusione anticipata del lavoro, per dedicare il resto della giornata ad attività culturali, sportive, paramilitari, politiche e professionali.
Nel pensiero di Giacomo Leopardi, espresso nel Sabato del villaggio, il sabato viene assurto a metafora delle speranze e delle illusioni umane, tipiche della gioventù, che resteranno tuttavia insoddisfatte dall'età adulta, come l'attesa della festa è destinata a spegnersi nella deludente domenica. Il poeta conclude così che il piacere non è uno stato duraturo, ma solo una condizione di attesa, un passaggio transitorio dal dolore alla noia.
«Questo di sette è il più gradito giorno,

pien di speme e di gioia:

diman tristezza e noia

recheran l'ore, ed al travaglio usato 

ciascuno in suo pensier farà ritorno.

(Giacomo Leopardi, Il sabato del villaggio, vv. 38-42)

### Il sabato nell'arte
È storicamente rappresentato con le sembianze iconografiche di Crono o Saturno, il dio primordiale che diede origine al tempo, spesso munito di una falce, simbolo del lavoro operoso, ma che lo rende anche un dio della morte. Nella Sala delle Arti liberali e dei Pianeti di palazzo Trinci a Foligno, il sabato corrisponde all'età della maturità fra i sette periodi della vita umana.

## Festività correlate e fede
Per alcune categorie di lavoratori è giorno di riposo assieme alla domenica, mentre per la maggioranza di loro è l'ultimo lavorativo. Il riposo a partire dal pomeriggio del sabato è anche detto «sabato inglese» in quanto inizialmente diffuso in Inghilterra, soprattutto per le categorie impiegatizie.
Per la Bibbia, gli ebrei e per i cristiani più legati al Testo è il settimo e ultimo giorno della settimana, detto Shabbat, giorno di astensione da qualsiasi opera creatrice, dunque anche dal lavoro (Esodo 20, 10), e di celebrazione dell'opera di Dio (Deuteronomio 5, 12-15) secondo le prescrizioni dei dieci comandamenti. Adottando un processo inverso a quello dei Caldei, gli ebrei chiamano il pianeta Saturno «Shabtai», cioè il pianeta del sabato: hanno dato al pianeta il nome del giorno della settimana.
Nel mondo islamico, essendo il venerdì il giorno di riposo principale, dal punto di vista lavorativo la funzione che inizia di sabato è svolta, appunto, fino al giovedì.